# Улица 800-летия Москвы
Улица 800-летия Москвы — улица в Северном административном округе города Москвы на территории Дмитровского, Бескудниковского районов и района Восточное Дегунино. Протяжённость улицы — 2,6 километра.

## Расположение
Начинается от Коровинского шоссе, как продолжение Талдомской улицы, пересекает перекрёсток улицы Софьи Ковалевской и Бескудниковского бульвара, затем Дмитровское шоссе, далее Дубнинскую улицу, и заканчивается примыканием к Керамическому проезду.

## Происхождение названия
Названа в 1947 году в составе посёлка Бескудниково как улица 800 лет Москвы в честь 800-летия города Москвы. Название перенесено с одноимённой упразднённой и частично застроенной улицы посёлка Бескудниково. Данная улица была перетрассирована в 1970-е годы. С 1960 года посёлок включён в черту Москвы, и в 1972 году была принята современная форма названия улицы (однако ещё в 1950-е годы в ряде источников (путеводители, карты города) эта улица именовалась как «улица 800-летия Москвы»).

## История
Первоначально улица 800-летия Москвы была расположена в другом месте. Она шла по диагонали от Дмитровского шоссе до станции Бескудниково. Старая трассировка улицы 800-летия Москвы на участке от Дмитровского шоссе до Дубнинской улицы сохранилась и сейчас, теперь этот участок именуется Бескудниковский проезд. Другой участок прежней улицы 800-летия Москвы (от Дубнинской улицы до середины платформы Бескудниково) упразднён и застроен. Так, после пересечения современного Бескудниковского проезда и Дубнинской улицы прежняя улица 800-летия Москвы шла по диагонали на северо-восток (на месте домов № 26 корпус 1, 9 и 11 корпус 1), соединялась с Торговой улицей посёлка Бескудниково (ныне Керамический проезд) и заканчивалась у железнодорожной станции Бескудниково. Прежняя трасса улицы видна на старых картах и фотографиях Москвы и на местности в виде старого не снятого асфальта и рядов старых тополей, посаженных по обочинам дороги.

## Примечательные сооружения
Чётная сторона

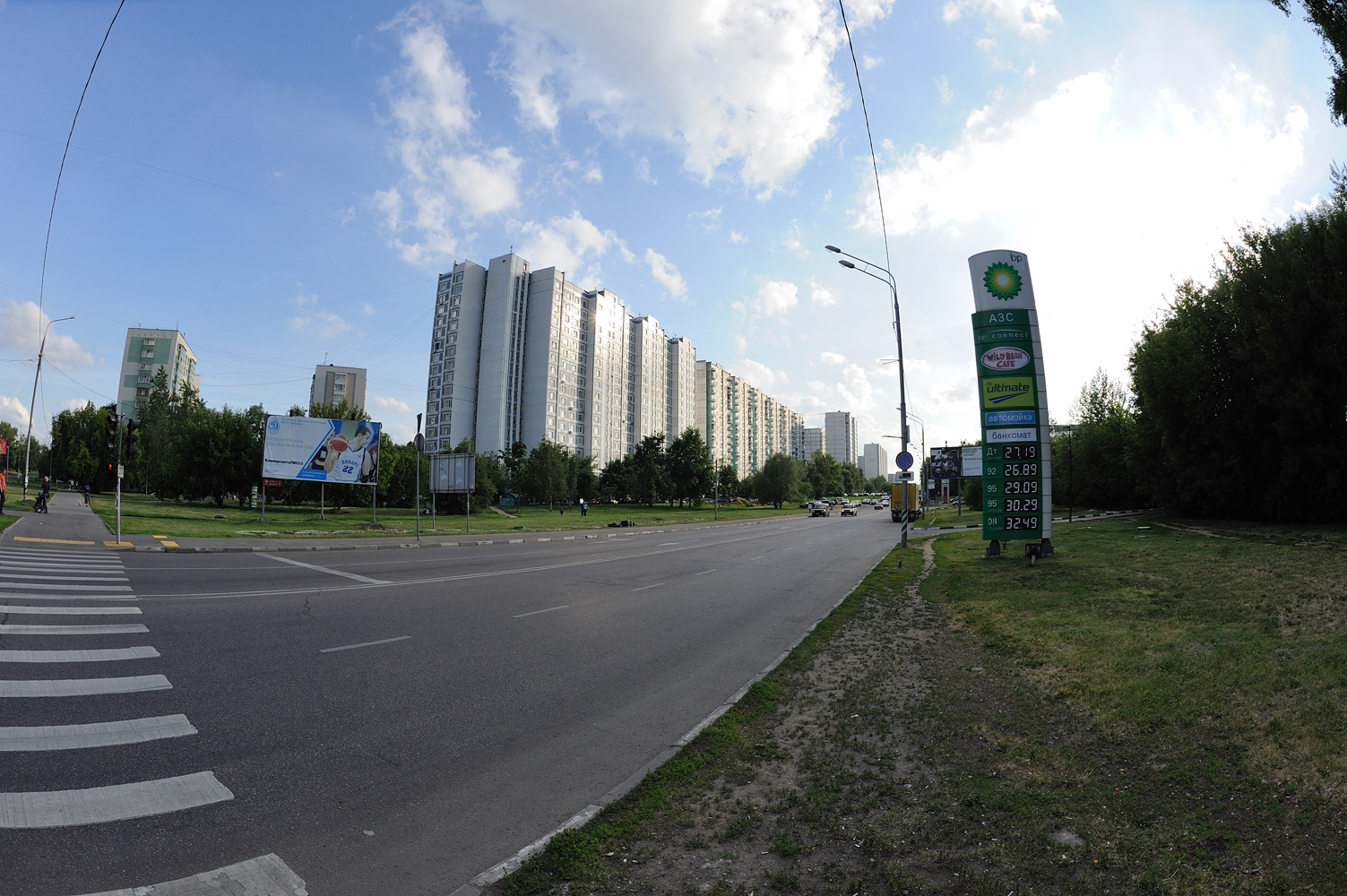

- № 4 к. 1 — Тимирязевская межрайонная прокуратура.
- № 22 — родильный дом № 17.
- № 28 к. 1 — общежитие Московского государственного университета печати.
- № 28 к. 2 — детский сад № 2104 (ГБОУ Школа № 1296).
- № 28 к. 3 — детский сад № 2201 (ГБОУ Школа № 1296).

Нечётная сторона
- № 3А — детский сад № 2445 (ГБОУ Школа № 1678 Восточное Дегунино)
- № 3Б — Школа № 1678 Корпус 6. (ГБОУ Школа № 1678 Восточное Дегунино)
- № 5А — Школа № 1678 Корпус 5. Дошкольное образование детский сад Сайт. Начальная школа — детский сад № 1611 (ГБОУ Школа № 2098 им Л. М. Доватора).
- № 7А — школа № 222.

## Общественный транспорт

### Автобусы
- 114:  Войковская -  Лианозово
- 149: Коровино —  Дегунино
- 154:  Грачёвская — ВДНХ (Главный вход)
- 167:  Лианозово —  Верхние Лихоборы
- 284:  Речной вокзал —  Бибирево
- 466:  Бескудниково —  Тимирязевская
- 499: Бусиново —  Лианозово
- м57: Осташковская улица —  Медведково —  Бибирево —  Речной вокзал

### Железнодорожный транспорт
- В 100 метрах от примыкания улицы 800-летия Москвы к Керамическому проезду расположена станция Бескудниково Савёловского направления, входящая в состав линии МЦД Д1.

### Метро
- Станция «Яхромская» Люблинско-Дмитровской линии, расположенная в непосредственной близости от улицы (к северу от пересечения с Дмитровским шоссе)[1].

## Перспективы

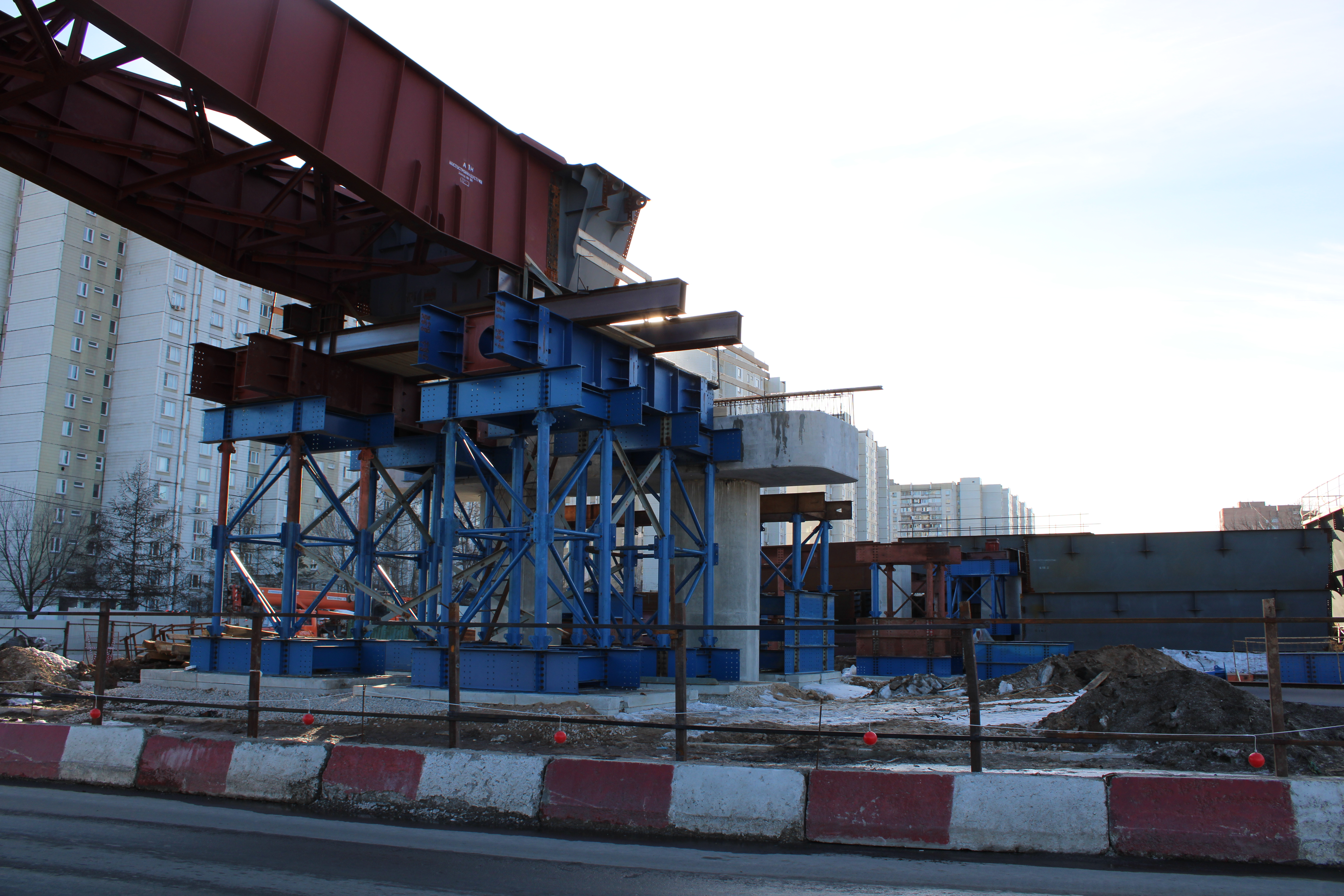
Строительство путепровода

Планируется строительство путепровода через Савёловское направление Московской железной дороги, который свяжет улицу 800-летия Москвы с Инженерной улицей. Строительство предполагалось начать в конце 2018 года, активно оно началось в 2022 году.